# Brzozowska Góra
Brzozowska Góra (deutsch Brosowkenberg, 1938–1945 Birkenstein) ist eine Ortschaft und auch der Name eines Berges in der polnischen Woiwodschaft Ermland-Masuren innerhalb der Landgemeinde Budry (Buddern) im Powiat Węgorzewski (Kreis Angerburg).

## Geographische Lage
Der kleine Ort Brzozowska Góra liegt im Nordosten der Woiwodschaft Ermland-Masuren, neun Kilometer nordöstlich der Kreisstadt Węgorzewo (Angerburg).
Westlich des Ortes liegt der 177 Meter hohe gleichnamige Berg.

## Geschichte
Der bis zum 7. November 1835 Abbau Specovius und danach bis 1938 Brosowkenberg genannte kleine Ort bestand aus einem Gut, das bis 1945 als Wohnplatz der Gemeinde Brosowken (1938–1945 Birkenhöhe, polnisch Brzozówko) galt, die zum Kreis Angerburg im Regierungsbezirk Gumbinnen der preußischen Provinz Ostpreußen gehörte. Am 3. Juni 1938 (bestätigt am 16. Juli) wurde Brosowkenberg in Birkenstein umbenannt. 1945 kam es in Kriegsfolge mit dem gesamten südlichen Ostpreußen zu Polen.
Als Brzozówska Góra ist der auch heute nicht selbständige Ort als Ortsteil („część miejscowości“) in das Dorf Brzozówko (Brosowken, 1938–1945 Birkenhöhe) und damit in das Schulzenamt (polnisch Sołectwo) Brzozówko eingegliedert und gehört zur Landgemeinde Budry (Buddern) im Powiat Węgorzewski.

## Religionen
Brosowkenberg war bis 1945 in die evangelische Kirche Buddern in der Kirchenprovinz Ostpreußen der Evangelischen Kirche der Altpreußischen Union sowie in die katholische Kirche Zum Guten Hirten Angerburg im Bistum Ermland eingepfarrt.
Heute ist Brzozowska Góra Teil der katholischen Pfarrei Budry im Bistum Ełk (Lyck) der Römisch-katholischen Kirche in Polen bzw. der evangelischen Kirchengemeinde Węgorzewo (Angerburg), einer Filialgemeinde der Pfarrei in Giżycko (Lötzen) in der Diözese Masuren der Evangelisch-Augsburgischen Kirche in Polen.

## Verkehr
Der Ort Brzozowska Góra liegt östlich, der Berg Brzozowska Góra westlich der Nebenstraße, die von Budry (Buddern) über Brzozówko (Brosowken, 1938–1945 Birkenhöhe) nach Pozezdrze (Possessern, 1938–1945 Großgarten) führt. Eine Bahnanbindung besteht nicht.